# HD148321
HD148321 — хімічно пекулярна зоря спектрального класу A1, що має видиму зоряну величину в смузі V приблизно  7,0.
Вона  розташована на відстані близько 393,9 світлових років від Сонця.

## Пекулярний хімічний склад
Зоряна атмосфера HD148321 має підвищений вміст 
Sr
.

## Магнітне поле
Спектр даної зорі вказує на наявність магнітного поля у її зоряній атмосфері.
Напруженість повздовжної компоненти поля оціненої з аналізу
становить  284,7± 248,0 Гаус.